# Jag tar det jag vill ha
Jag tar det jag vill ha è il secondo singolo della cantante svedese Sandra Dahlberg, scritto e composto dalla stessa cantante in collaborazione con Johan Fransson, Niklas Edberger, Tim Larsson e Tobias Lundgren e pubblicato a marzo 2006 in formato digitale e il 13 giugno dello stesso anno su CD su etichetta discografica Warner Music Sweden.
Con questo brano Sandra ha partecipato a Melodifestivalen 2006, la selezione nazionale svedese per l'Eurovision Song Contest. Si è esibita nella quarta semifinale a Göteborg l'11 marzo 2006, ottenendo 61.231 singoli televoti e piazzandosi quinta su otto partecipanti, perdendo così il suo posto in finale.
Jag tar det jag vill ha ha raggiunto il quinto posto nella classifica dei singoli più venduti in Svezia ed è rimasto nella top 60 per 15 settimane.

## Tracce
CD e download digitale
1. Här stannar jag kvar – 3:01
2. Förrän elden (Versione strumentale) – 2:59

## Classifiche
| Classifica (2004) | Posizione massima |
| ----------------- | ----------------- |
| Svezia            | 5                 |